# Shin-Ochanomizu (metropolitana di Tokyo)
La Stazione di Shin-Ochanomizu (新御茶ノ水駅?, Shin-Ochanomizu-eki) è una stazione della Metropolitana di Tokyo, si trova a Chiyoda. La stazione è servita dalla linea Chiyoda della Tokyo Metro, ed è collegata alle stazioni di Awajichō (linea Marunouchi) e di Ogawamachi (linea Shinjuku) da passaggi sotterranei.